# Jitnicer
Jitnicer  era un rango o cargo histórico, uno de los boyardos de los principados de Moldavia y Valaquia. Era uno de los funcionarios de la corte del palacio del príncipe. Deriva de la palabra eslava zhito, "centeno", es, por tanto, responsable del granero, de la recogida y el suministro de centeno y otros cereales, y se ocupaba del estado de los almacenes de grano.
La primera mención escrita que se conserva del cargo de jitnicer en los documentos del principado de Moldavia es un texto de 1558 que hace referencia a "una cruz otorgada al señor Neamț de Cârstea, jitnicer de Suceava y a su esposa María".
En el siglo XVI, el jitnicer figuraba entre los cortesanos del señor, pero no entre los miembros del consejo. En el siglo XVII, pasó a ser uno de los principales boyardos, 7.º en rango, después del Gran Sluger y antes del Gran Pitar. En el siglo XVIII, el rango del Gran Jitnicer correspondía al del segundo boyardo, siendo el 17.º en la tabla de rangos. Sus funciones se limitaban principalmente a recoger, almacenar y distribuir centeno y otros cereales según las necesidades. En el siglo XIX, el Gran Jitnicer siguió siendo un título aristocrático nominal en la corte, sin responsabilidades especiales.